# Armagedon (Vonnegut)
Armagedon aneb Jak skončil boj s ďáblem (v originále Armageddon in Retrospect) je posmrtně vydaná sbírka třinácti dosud nepublikovaných textů amerického autora Kurta Vonneguta.
Kniha je sbírka povídek a úvah o válce a míru, které dosud nebyly nikdy zveřejněny. Dále je obsažen dopis domů, který napsal z německého zajetí, a projev který už nestihl přednést určený občanům Indianapolisu, když vyhlásili rok 2007 rokem Kurt Vonneguta, a také úvod od jeho syna, Marka Vonneguta. Stejně jako mnoho dalších Vonnegutových prací i tato obsahuje vlastnoruční perokresby.

## Seznam textů
České názvy jsou z
- Kvílení bude po všech ulicích (Wailing Shall Be in All Streets)
- Soudný den (Great Day)
- Válka není žádný med (Guns Before Butter)
- Dárek k narozeninám r. 1951 (Happy Birthday, 1951)
- Tak už se nemrač (Brighten Up)
- Past na jednorožce (The Unicorn Trap)
- Neznámí vojín (Unknown Soldier)
- Kořist (Spoils)
- Jen ty a já, Sammy (Just You and Me, Sammy)
- Stůl pro velitele (The Commandant's Desk)
- Armagedon aneb Jak skončil boj s ďáblem (Armageddon in Retrospect)
- Projev pro Clowes Hall z dubna 2007 (Vonnegut's Speech at Clowes Hall, Indianapolis)
- Dopis svobodníka Kurta Vonneguta, Jr. rodině z 29. května 1945 (Letter from PFC Kurt Vonnegut, Jr., to his family)